# Sawyer (Oklahoma)
Sawyer – miasto w Stanach Zjednoczonych, w stanie Oklahoma, w hrabstwie Choctaw.